# The Neglected Wife
The Neglected Wife è un serial muto del 1917 diretto da William Bertram.

## Produzione
Il film fu prodotto dalla Balboa Amusement Producing Company.

## Distribuzione
Distribuito dalla Pathé Exchange, il serial uscì nelle sale cinematografiche USA il 13 maggio 1917 diviso in quindici episodi di due rulli ciascuno per un totale di 9.000 metri. Copia della pellicola viene conservata negli archivi della Library of Congress ma il film è mancante di alcune parti: gli episodi ancora esistenti nella loro interezza sono il numero 2, 9 e 10, mentre sopravvivono non completi il 4, 6, 8, 11 e 14. Gli altri titoli sono considerati perduti.

### Episodi
1. The Woman Alone
2. The Weakening
3. In the Crucible
4. Beyond Recall
5. Under Suspicion
6. On the Precipice
7. The Message on the Mirror
8. A Relentless Fate
9. Deepening Degradation
10. A Veiled Intrigue
11. A Reckless Indiscretion
12. Embittered Love
13. Revolting Pride
14. Desperation
15. A Sacrifice Supreme